# Garinje
Garinje (serbocroata cirílico: Гариње) es un pueblo de Serbia perteneciente al municipio de Vladičin Han en el distrito de Pčinja del sur del país.
En 2002 tenía 554 habitantes. Casi todos los habitantes son étnicamente serbios.
El pueblo fue fundado en el siglo XIX mediante la agrupación de pequeñas aldeas de la zona en un solo núcleo.
Se ubica a orillas del río Morava meridional, unos 10 km al norte de la capital municipal Vladičin Han sobre la carretera 158 que lleva a Leskovac.